# Villaciervos
Villaciervos ist ein Ort und eine kleine Gemeinde (municipio) mit nur 86 Einwohnern (Stand: 2024) im Osten der nordspanischen Provinz Soria in der Autonomen Gemeinschaft Kastilien-León. Zur Gemeinde gehören neben dem Hauptort Villaciervos auch die Ortschaft Villaciervitos.

## Lage
Villaciervos liegt ungefähr zwölf Kilometer (Fahrtstrecke) westlich der Provinzhauptstadt Soria in einer Höhe von ca. 1185 m. Das Klima im Winter ist kühl, im Sommer dagegen durchaus warm; die geringen Niederschläge (ca. 563 mm/Jahr) fallen – mit Ausnahme der eher regenarmen Sommermonate – verteilt übers ganze Jahr.

## Bevölkerungsentwicklung
| Jahr      | 1970 | 1981 | 1991 | 2001 | 2011 | 2021 |
| Einwohner | 209  | 136  | 96   | 92   | 103  | 72   |

Der deutliche Bevölkerungsrückgang im 20. Jahrhundert ist im Wesentlichen auf die Mechanisierung der Landwirtschaft und den damit einhergehenden Verlust an Arbeitsplätzen zurückzuführen.

## Sehenswürdigkeiten
- Johannes-der-Täufer-Kirche in Villaciervos
- Blasiuskirche in Villaciervitos
- Uhrenturm

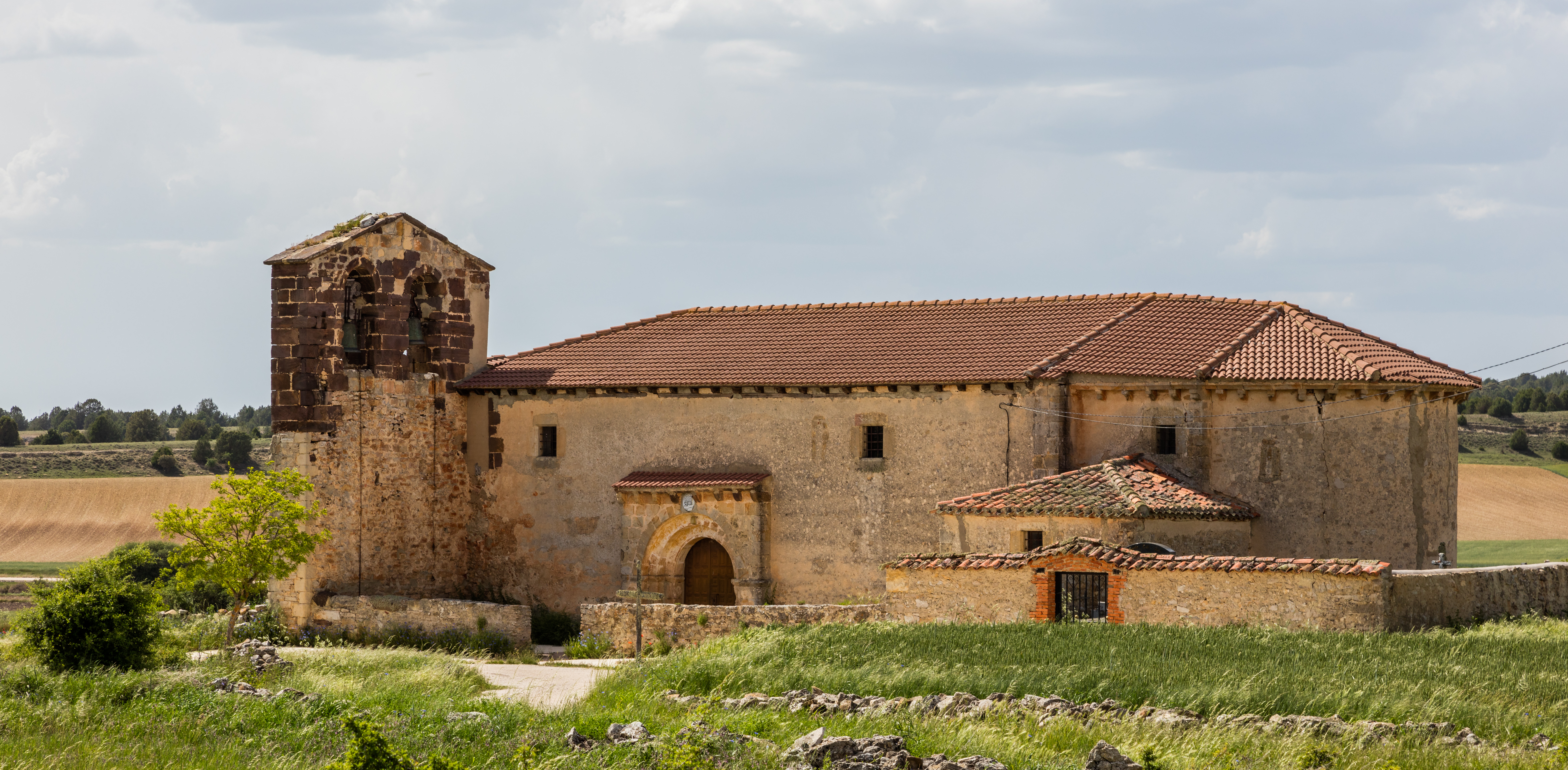
Blasiuskirche
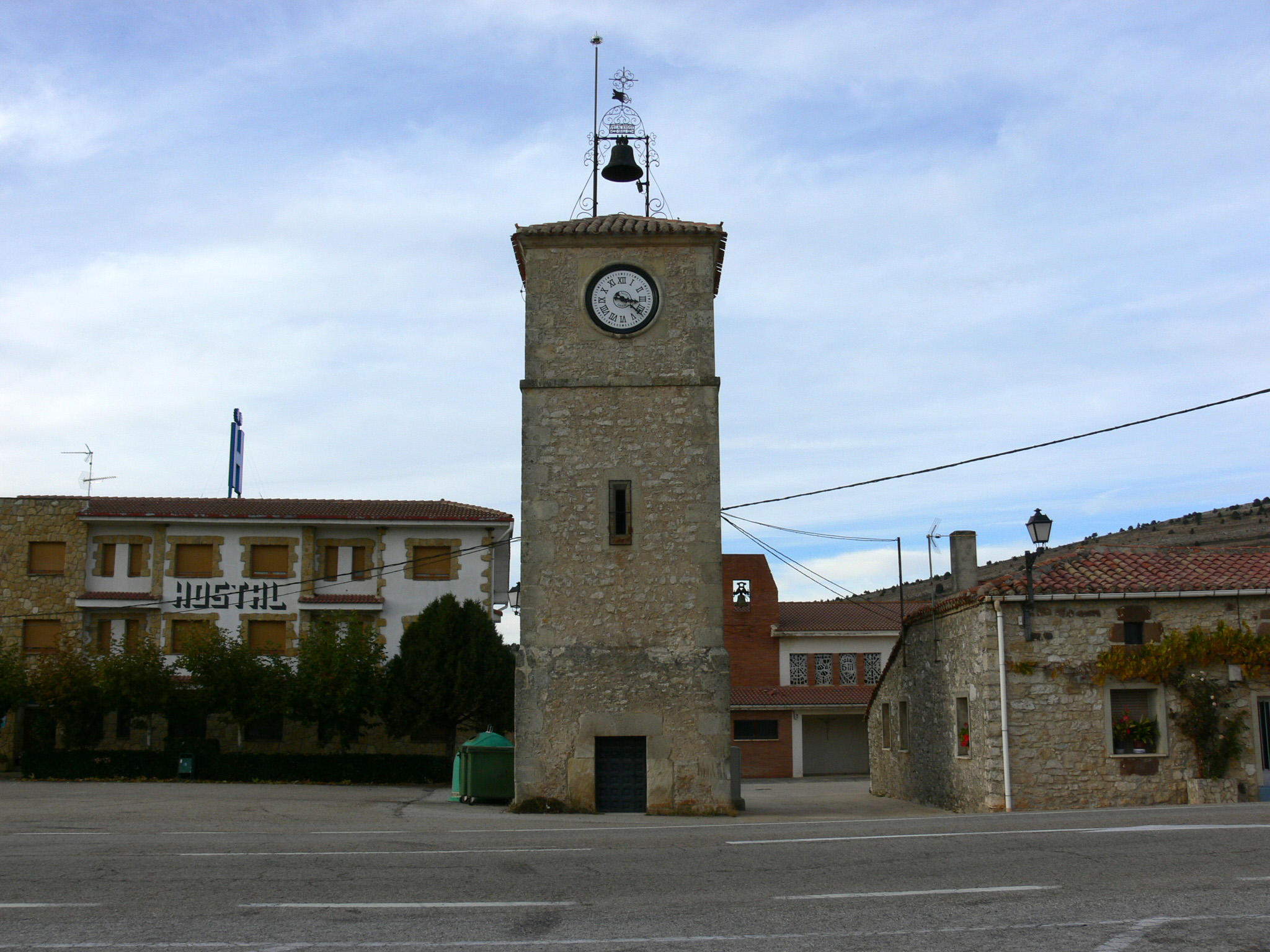
Uhrenturm